# Butjärnen (Nås socken, Dalarna)
Butjärnen är en sjö i Vansbro kommun i Dalarna och ingår i Dalälvens huvudavrinningsområde.